# Primm
Primm – niewielka osada położona w Nevadzie, na terenie hrabstwa Clark. Primm leży przy autostradzie międzystanowej nr 15, na granicy ze stanem Kalifornia. Najbliżej położonym dużym miastem jest Las Vegas, odległe o ok. 70 km.